# Планинска сива сеница
Планинска сива сеница (лат. Poecile montanus) је птица врапчарка из породице сеница, Paridae. Распрострањена је и уобичајена врста која се гнезди широм умерене и субарктичке Европе и широм Палеарктика. Перје је сиво-смеђе и прљаво бело са црном капом и подбрадком. Специјалиста је за четинаре него блиско сродна сива сеница, што објашњава њено много северније гнежђење. Стационарна је и већина птица не мигрира.

## Таксономија
Планинску сиву сеницу је 1827. године описао швајцарски природњак Томас Конрад фон Балденштајн под триномским именом Parus cinereus montanus. Типичан локалитет су планинске шуме у кантону Граубјунден, Швајцарска. Планинска сива сеница се сада сврстава у род Poecile који је успоставио немачки природњак Јохан Јакоб Кауп 1829. године. Име рода, Poecile, је старогрчки назив за сада неидентификовану малу птицу, а специфични епитет montanus је латински за „са планина“.
Poecile је једно време третиран као подрод унутар рода Parus, али молекуларна таксономска анализа, користећи и нуклеарне и митохондријалне гене, подржава Poecile као засебну кладу. Унутар породице Poecile, већина врста Старог света (укључујући и планинску сиву сеницу) формира посебну кладу од сеница Новог света. Таксономска анализа је показала да је планинска сива сеница сестра каспијске сенице (Poecile hyrcanus).
Постоји 14 признатих подврста:
- Poecile montanus kleinschmidti (Hellmayr, 1900) - Велика Британија
- Poecile montanus rhenanus (Kleinschmidt, 1900) - северозападна Француска до западне Немачке, северне Швајцарске и северне Италије
- Poecile montanus montanus (Conrad von Baldenstein, 1827) - југоисточна Француска до Румуније, Бугарске и Грчке
- Poecile montanus salicarius ( Brehm, CL, 1831) – Немачка и западна Пољска до североисточне Швајцарске и Аустрије
- Poecile montanus borealis (de Sélys-Longchamps, 1843) - Скандинавија јужно до Украјине
- Poecile montanus uralensis (Grote, 1927) - југоисточна европска Русија, западни Сибир и Казахстан
- Poecile montanus baicalensis (Swinhoe, 1871) - централни исток, источни Сибир, северна Монголија, северна Кина и Северна Кореја
- Poecile montanus anadyrensis (Белополски, 1932) - североисточни Сибир
- Poecile montanus kamtschatkensis (Bonaparte, 1850) - полуострво Камчатка и северна Курилска острва
- Poecile montanus sachalinensis (Lönnberg, 1908) - Сахалин и јужна Курилска острва
- Poecile montanus restrictus (Hellmayr, 1900) - Јапан
- Poecile montanus songarus (Severtsov, 1873) - југоисточни Казахстан до Киргистана и северозападне Кине
- Poecile montanus affinis (Przevalski, 1876) - централна северна Кина
- Poecile montanus stoetzneri (Kleinschmidt, 1921) – североисточна Кина

Сечуанска сива сеница (лат. Poecile weigoldicus) је раније била третирана као подврста планинске сиве сенице. Унапређен је у статус врсте на основу филогенетске анализе из 2002. године која је упоредила ДНК секвенце из митохондријалног гена цитохрома- b. Резултати једног локуса касније су потврђени већом анализом више локуса објављеном 2017. године.

## Опис
Врбова сеница је 11,5 цм дужине, има распон крила од 17-20,5 цм и тежи око 11 г. Има велику главу, танак кљун, дугачку, тамноцрну капу која се спушта до плашта и црни подбрадак. Бочне стране лица су беле, леђа су сиво-смеђа, а доњи део је жућкасте-риђе боје. Полови су слични по изгледу.
На истоку свог ареала је много блеђа од сиве сенице, али како се иде на запад, различите расе постају све сличније, толико да није била препозната као птица гнездарица у Великој Британији све до краја 19. века, упркос томе што је била широко распрострањена.
Планинска сива сеница се разликује од сиве сенице по чађаво смеђој уместо сјајно плаво-црној капи; општа боја је иначе слична, мада су доњи делови жућкастији, а бокови изразито риђкастији; бледожути ивице на секундарном перју формирају светлу мрљу на затвореном крилу. Перје на круни и црни подбрадник испод кљуна су дужи, али то није лако уочљива карактеристика.
Најчешћи зов је назални "zee, zee, zee", али ноте птице очигледно знатно варирају. Повремено се дупли тон, "ipsee, ipsee", понавља четири или пет пута.

## Понашање и екологија

### Гнежђење
Планинска сива сеница копа сопствену рупу за гнездо, чак пробијајући тврду кору дрвета; то је обично у трулом пању или на мање-више трулом дрвету. Већина гнезда су чаше од филцаног материјала, као што су крзно, коса и дрвена иверица, али понекад се користи перје. Јаја се полажу свакодневно. Гнездо обично броји између шест и девет јаја. Јаја имају белу позадину и обележена су црвено-смеђим мрљама и пегама које су често концентрисане на ширем крају. Мере око 15,8 x 12,3 и тежи 12 г. Јаја инкубира само женка, а излегу се након 13-15 дана. О птићима се затим брину и хране их оба родитеља, али само женка излеже младунце. Птићи добијају комплетно перје након 17-20 дана. Само једно легло се узгаја сваке сезоне.
У студији која је користила податке прстеноване птице, спроведеној у северној Финској, стопа преживљавања младих јединки у првој години била је 0,58, а каснија годишња стопа преживљавања одраслих јединки била је 0,64. Планинске сиве сенице које преживе прву годину, типичан животни век је стога само три године. Максимална забележена старост је 11 година; ово је забележено код једне птице у Финској и код друге близу Нотингема у Енглеској.

### Исхрана и храњење
Птице се хране инсектима, гусеницама и семенкама, баш као и друге врсте сеница. Ову врсту паразитира лисна бува (Dasypsyllus gallinulae).

## Статус
Планинска сива сеница има изузетно велики ареал са процењеном популацијом између 175 и 253 милиона одраслих јединки. Чини се да ова велика популација полако опада, али пад није довољно брз да би се приближио прагу рањивости. Међународна унија за заштиту природе је стога класификовала ову врсту као најмање угрожени таксон. Насупрот томе, број у Уједињеном Краљевству је опао за 83% између 1995. и 2017. године. Такође је дошло до смањења ареала. Верује се да је брзи пад популације последица три фактора: губитка станишта, конкуренције за гнезда од стране других сеница, посебно плавих сеница, и предаторства гнезда од стране великог детлића. У истом периоду, број великих детлића се повећао четири пута.

## Спољнашње везе
- Ксено-канто: аудио снимци врбове сенице